# ブランカ・アヴ・ナムール
ブランカ・アヴ・ナムール（スウェーデン語：Blanka av Namur, 1320年 - 1363年）は、スウェーデン王およびノルウェー王マグヌス4世の王妃。フランス語名はブランシュ・ド・ナミュール（Blanche de Namur）。

## 生涯
ナミュール侯ジャン1世（フランドル伯ギーの息子）とマリー・ダルトワ（フィリップ・ダルトワの娘）の娘として生まれた。賢明で非常に美しいといわれた。1335年の秋、マグヌスと結婚した。結婚の祝いとして、ブランカはトンスベルグ（現在のノルウェー・ヴェストフォル県の都市）を与えられた。戴冠式が行われたのは1336年7月、ストックホルムであった。
2人には、エリク12世（1339年 - 1359年）とホーコン6世（1340年 - 1380年）が生まれた。ホーコンが1355年にノルウェー王位についたとき、エリクは父に対して反乱を起こし、スウェーデンの共同統治者となった。
ブランカはスウェーデン中世史上、興味深い女性の一人である。女王として政治に関わっただけでなく、多くの話や歌が伝わっていることから、彼女は女性としても積極的に外に出たと思われる。マグヌスは同性愛者と噂されており、彼にはフィンランド公ベングト・アルゴットソンという愛人がいた。にもかかわらず、ブランカは夫と良好な関係を保ち、政治的な影響力を保持し続けた。スウェーデン＝ノルウェーの同君連合の期間、ブランカは夫によりノルウェーの摂政に任じられていた。息子エリクとその妃ベアトリクスが1359年に死去した時、ブランカは彼らを毒殺したとして非難されたが、これはブランカに対するプロパガンダの一部であったと見られている。
1359年の息子エリクの死後、ブランカはトンスベルグ城で暮らした。1363年、息子ホーコンとデンマーク王女マルグレーテ1世の結婚式を見届けた後に、ブランカは病死した。死因も埋葬場所も伝えられていない。夫マグヌス4世は1364年にスウェーデン王位を追われ、ホーコンが王となっていたノルウェーに亡命した。